# Rose (cocktail)
Le Rose est un cocktail à base de vermouth et de liqueur à la cerise.

## Recette
Les proportions de l'IBA sont 9 doses de vermouth pour 3 doses de kirsch et deux doses de cherry brandy. Le cocktail est servi dans un verre à cocktail avec une cerise au marasquin.